# Rodrigo Meléndez
Rodrigo David Meléndez Araya (Santiago del Cile, 3 ottobre 1977) è un allenatore di calcio ed ex calciatore cileno, di ruolo centrocampista difensivo.

## Carriera

### Club
Inizialmente scartato dal Colo-Colo e dall'Universidad de Chile per la sua altezza, venne selezionato dal Cobreloa, con cui esordì nel 1996 in Primera División.
Rimase al Cobreola fino al 2003, di cui fu sempre titolare e con il quale vinse sia il torneo di apertura che di chiusura del 2003.
Seguirono due anni in Argentina, prima al Quilmes e poi all'Estudiantes. Nel 2006 fece ritorno in Cile proprio nel club che lo rifiutò anni prima, il Colo-Colo, col quale vinse altri due tornei di apertura e altrettanti di chiusura, raggiungendo anche il secondo posto nella Copa Sudamericana 2006.
Il 17 gennaio 2011, dopo 5 stagioni al Colo-Colo, venne ingaggiato dal Club Deportivo Municipal Iquique. Nel 2013 passò dapprima al San Luis de Quillota ed infine al San Antonio Unido, con cui concluse la sua carriera.

### Nazionale
Venne pre-selezionato per prendere parte alla selezione olimpica per i Giochi della XXVII Olimpiade, a cui però dovette rinunciare per un infortunio.
Fece il suo esordio con la nazionale cilena il 1º luglio 2001 contro il Brasile. Fu titolare della nazionale durante le qualificazioni al campionato mondiale di calcio 2006, a cui però il Cile non riuscì a qualificarsi.

## Palmarès

### Giocatore

#### Club
- Campionato cileno: 6

Cobreloa: Apertura 2003, Clausura 2003
Colo-Colo: Apertura 2006, Clausura 2006, Apertura 2007, Clausura 2007

#### Individuale
- Calciatore cileno dell'anno: 1

2003